# Walter Rüder

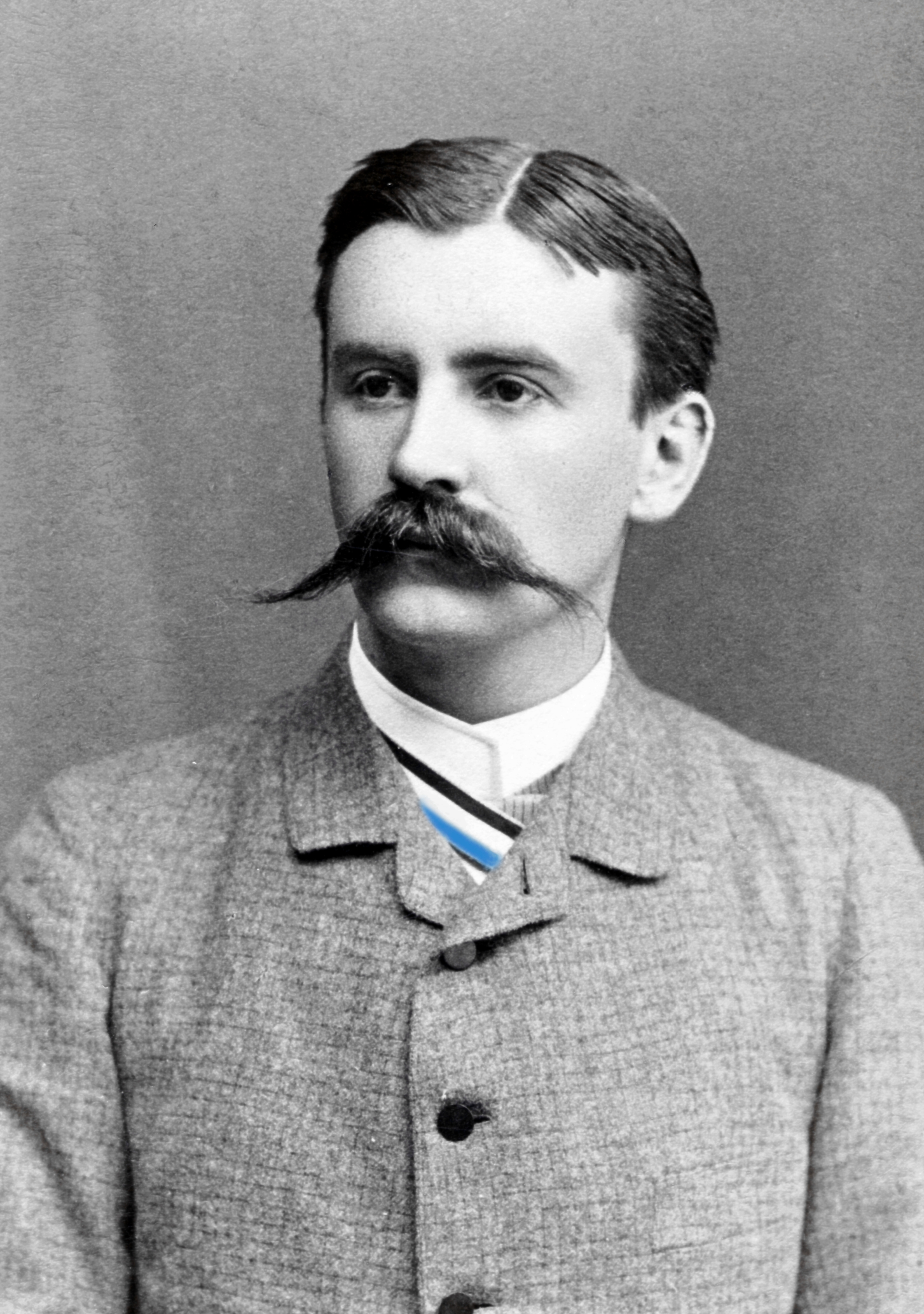
Walter Rüder

Walter Rüder (* 5. April 1861 in Oldenburg (Oldb); † 23. Februar 1922 in Hamburg) war ein deutscher Gynäkologe und Geburtshelfer in Hamburg.

## Leben
Walter Rüder begann an der Ludwig-Maximilians-Universität München Medizin zu studieren. 1883 wurde er im Corps Suevia München recipiert. Als Inaktiver wechselte er an die Friedrich-Alexander-Universität Erlangen und die Julius-Maximilians-Universität Würzburg. 1888 wurde er in Würzburg unter Eduard von Rindfleisch und Karl Schönborn mit einer Dissertation über Ovarialsarkome und Fibrome zum Dr. med. promoviert. Anschließend war er in Erlangen Assistenzarzt bei dem Gynäkologen Richard Frommel. 1890 wechselte er nach Hamburg an das Neue Allgemeine Krankenhaus Eppendorf, wo er bei Max Schede die Chirurgie erlernte. 1894 ließ sich Rüder in Hamburg als Frauenarzt nieder. Zu Beginn des Jahres 1910 wurde er von Hermann Lenhartz zum Oberarzt der gynäkologischen Abteilung des Krankenhauses Eppendorf ernannt, die er in den folgenden Jahren zu einer modernen und leistungsfähigen Klinik ausbaute. In seinen Publikationen  beschäftigte er sich mit dem Kaiserschnitt, der Urogenitaltuberkulose, der Eklampsie, der Uterusruptur, der Placenta praevia, den Myomen und der Torsion der Eileiter. Mit der Gründung der Universität Hamburg 1919 erhielt er die Ernennung zum außerordentlichen Professor. Er galt als vorzüglicher Operateur und kümmerte sich besonders um die praktische Ausbildung seiner Assistenten in der Geburtshilfe. Er war lange Vorsitzender der Geburtshülflichen Gesellschaft zu Hamburg. 
Ein Sohn war Bernhard Rüder, Frauenarzt und langjähriger Abgeordneter der Hamburgischen Bürgerschaft. Beide ruhen in der Familiengrabstätte auf dem Friedhof Ohlsdorf, nordöstlich von Kapelle 2 (Planquadrat X 20).